# Константиново (Хасковська область)
Константи́ново (болг. Константиново) — село в Хасковській області Болгарії. Входить до складу общини Симеоновград.

## Населення
За даними перепису населення 2011 року у селі проживали 255 осіб.
Національний склад населення села:
| Національність   | Кількість осіб | Відсоток |
| ---------------- | -------------- | -------- |
| болгари          | 243            | 96,0%    |
| цигани           | 7              | 2,8%     |
| не визначились   | 0              | 0%       |
| Всього відповіли | 253            |          |

Розподіл населення за віком у 2011 році:
Динаміка населення: